# Orobanche solmsii
Orobanche solmsii là loài thực vật có hoa thuộc họ Cỏ chổi. Loài này được C.B. Clarke mô tả khoa học đầu tiên năm 1884.